# Jugendbewegung
Als Jugendbewegung wird eine besonders im ersten Drittel des 20. Jahrhunderts einflussreiche Strömung bezeichnet, die dem von der Industrialisierung geprägten städtischen Leben eine vor allem in Kreisen der bürgerlichen Jugend sich ausbreitende Hinwendung zum Naturerleben entgegensetzte. Ein weiteres Merkmal war der romantische Rückgriff auf hergebrachte Kulturelemente, wobei die Wiederaneignung von Volksliedern und unmittelbare Formen der Geselligkeit eine herausragende Rolle spielten. 
Die aus dem Wandervogel hervorgegangene Bewegung bestand aus einer Vielzahl von Kleingruppen, die selbstorganisiert unter Führung meist junger Erwachsener hauptsächlich Wanderungen und Fahrten an Wochenenden oder in den Ferien durchführten. Reformpädagogik, Freikörperkultur und Lebensreformbewegung standen in enger Wechselwirkung mit der Jugendbewegung. Die Urheberschaft für diesen Begriff wie auch für den der Jugendkultur beanspruchte der Reformpädagoge Gustav Wyneken. Mit zunehmender Verbreitung des jugendlichen Wanderbetriebs entstanden die ersten Jugendherbergen.
Dem Selbstverständnis nach zunächst unpolitisch, waren die verschiedenen Gruppierungen den zeitgenössischen ideologischen Strömungen dennoch ausgesetzt und daran orientiert. Tiefe Einschnitte für die Jugendbewegung stellte zum einen der Erste Weltkrieg dar, auf den die politisch stärker polarisierte Phase der bündischen Jugendbewegung folgte, und zum anderen die Machtergreifung der Nationalsozialisten 1933, die zur Zwangseingliederung aller anderen Jugendverbände in die Hitlerjugend oder zu deren Auflösung führte. Die nach dem Zweiten Weltkrieg gegründeten Nachfolgeorganisationen haben die frühere Bedeutung nicht wiedererlangt.

## Die Wandervogel-Ära (1896–1913)
Ausgangsort der Jugendbewegung war Ende des 19. Jahrhunderts das seinerzeit noch nicht zu Berlin gehörende Dorf Steglitz. Hauptinitiatoren waren Hermann Hoffmann, der mit Schülern erste ausgedehnte Wanderungen und Fahrten organisierte, und sein Nachfolger Karl Fischer, der 1901 mit der Gründung des Wandervogels einen dauerhaften organisatorischen Rahmen für solche Aktivitäten schuf.

### Motive und Aktivitäten
Die Anfänge der Steglitzer Wandervogelbewegung waren nicht gesellschaftspolitisch motiviert, sondern entsprangen einem spontanen Impuls, dessen zündende Wirkung bei den Beteiligten sich aber aus bestimmten Voraussetzungen ergab. Sie wurden in der Rückschau von Zeitzeugen und Chronisten des Geschehens festgehalten. So schrieb Werner Helwig:

„Den Gründerjahren, die den mächtigen Aufschwung des Industrialismus und der verwirklichten technischen Erfindungen gebracht hatten, ging ein merkwürdiges Absterben der Lebenswerte parallel. Die Jugend fühlte sich aus ihrem Reich verdrängt. Die Grünflächen verschwanden, natürliche Spielplätze, Forste, Gehölze um die wachsenden Städte herum verringerten sich sprunghaft. In den Schulen waltete ein Geist der Erstickung alles jugendhaften Wesens. Das nackte Dasein als solches war langweilig, steril geworden. Die Freude an den allenthalben aufsprießenden Fabrikmauern und Schloten war nicht jedermanns Sache. Die Einübung auf ein bürgerliches Unternehmertum, auf fieberhaften Gelderwerb, verbunden mit Großmannssucht und Börsenspielerdünkel, wurde von vielen – teils bewußt, teils unbewußt – als fauler Zauber empfunden.“

Zwar sahen viele Wandervogel-Mitglieder sich eher unpolitisch oder gar antipolitisch eingestellt; sie hielten sich fern vom Parteienstreit und vom Hurrapatriotismus der Bierkneipen. Angesichts der Werteordnung der wilhelminischen Gesellschaft, die nicht auf individuelle Freiheit und das Streben nach Glück ausgerichtet war, sondern auf preußisch-aristokratische Vorstellungen von Treue und Gehorsam gegenüber Kaiser und Reich, brachten sie aber immerhin eigene Bedürfnisse zur Geltung, die sich gegen die Bevormundung durch Eltern und Lehrer richteten. Dass sich aus dem Wandern um des Wanderns willen mit der Zeit auch ein berauschendes Selbst- und Sendungsbewusstsein entwickelte, zeigt sich bei Hans Blüher, der als ein frühes Wandervogel-Mitglied bereits 1912 die erste Geschichte der Wandervogelbewegung veröffentlichte:

„Dieser Zustand zwischen Jugend und Alter hat sich in Deutschland tausendfach wiederholt, er ist zum typischen geworden, aber nur hier in diesem Märkerneste Steglitz waren die Gegensätze charakteristisch genug, waren so scharf und eigenartig, daß es der Jugend wirklich gelang, aus sich selbst heraus, ohne einen Lehrer zu fragen, eine große Bewegung zu schaffen, die nichts anderes war, als ein Kampf. […] Steglitz wurde der Mutterboden einer Jugendbewegung, die sich fast zehn Jahre lang ganz im Kleinen und Privaten hielt, die sich das Ideal der fahrenden Schüler aus dem Mittelalter holte, um daran in der neuen Zeit gesund und selbstherrlich zu werden, die sich dann auf einmal ziemlich plötzlich erhob, als die Sterne günstig standen, und in romantischer Begeisterung in wenigen Jahren sich über ganz Deutschland ergoß, sodaß zu Tausenden und Abertausenden die vom Alter gekränkte Jugend durch die Wälder brauste.“

Waren für Halbtags- und Wochenendausflüge anfänglich nur leicht erreichbare Ziele wie zum Beispiel der Grunewald oder das nahe Nuthetal in Frage gekommen, so folgten noch unter Hoffmanns Führung auch Ferienfahrten in den Harz und in den Böhmerwald. Angesichts der geringen Mittel, die die jungen Leute zur Verfügung hatten, und mit dem Leitbild eines möglichst einfachen Lebens vor Augen, bereiteten sie sich ihre Mahlzeiten unterwegs auf mitgenommenen Spirituskochern selbst oder kochten sie auf offenem Feuer ab. Übernachtet wurde auf mehrtägigen Wanderungen in Scheunen, später auch in Zelten und manchmal in billigen Dorfgasthäusern. Regenwetter und strapaziöse Wegstrecken wurden mit dem Singen von Volksliedern und wechselseitiger Aufmunterung durchgestanden und gehörten danach als bestandene Herausforderungen zum gemeinsamen Erfahrungsschatz.

„Das echte und tiefste Erleben der Jugendbewegung ist schwer zu beschreiben und vielleicht unmöglich zu analysieren: das Erlebnis der Wanderung bei Nacht und Sonnenaufgang, die Atmosphäre des Lagerfeuers, der Freundschaften, die sie sich knüpften. Viel romantische Begeisterung war dabei, und es ist leichter, die Überspanntheiten dieses Gemütszustandes ins Lächerliche zu ziehen als ihnen Gerechtigkeit angedeihen zu lassen. Sehr tiefe Gefühlsakkorde wurden angeschlagen; die Echtheit dieses Erlebnisses kann nicht bezweifelt werden. Vielen der Besten in der jungen Generation Deutschlands war es ein kostbares Erleben, an das sie ihr Leben lang zurückdachten.“

### Teilung und Ausbreitung der Bewegung
Ein einheitliches Ganzes blieb die Jugendbewegung schon in ihrer Entstehungsphase nicht. Bereits 1904 widersetzten sich drei Bachanten mit eigenen Führungsambitionen ihrem Oberbachanten Karl Fischer und gründeten anstelle des nun aufgelösten Ausschusses für Schülerfahrten den „Steglitzer Wandervogel e. V.“ Bald darauf organisierten die Getreuen Karl Fischers sich ebenfalls unter neuem Namen: „Alt-Wandervogel“. In Hamburg entstand 1905 ein zweiter wichtiger Ausgangspunkt der Jugendbewegung, der „Hamburger Wanderverein“, der zum Bund Deutscher Wanderer wurde und sich hauptsächlich in Westdeutschland ausbreitete. Der Berliner Wandervogel löste spontane Neugründungen vor allem in Ost- und Mitteldeutschland aus.
Viele der ersten Neugründungen entstanden in Universitätsstädten, in Heidelberg, Jena und Göttingen zum Beispiel auf Initiative von Steglitzer Abiturienten. Ein Kerngebiet des Wandervogels war der Raum Kassel – Göttingen – Eisenach. In Deutschland waren es vor allem protestantische Regionen, in denen die Jugendbewegung Fuß fasste, kaum dagegen im Rheinland oder in Oberschlesien. Auch bei der Ausbreitung der Jugendbewegung im katholisch geprägten Österreich war die Mitgliederzahl von Protestanten im Verhältnis zur Gesamtbevölkerung überproportional. Hier war die Bewegung von vornherein stärker politisch orientiert und propagierte den Vorrang des Deutschtums im Vielvölkerstaat der k. u. k. Monarchie.
Die an den höheren Schulen konzentrierte bürgerliche Jugend prägte das Erscheinungsbild der Wanderlustigen schon deshalb, weil Jugendliche aus Arbeiterfamilien, wenn sie mit 14 Jahren die Volksschule verließen, um in Lehre oder Erwerbstätigkeit zu wechseln, die Zeit für ausgedehnte Wanderungen gar nicht mehr hatten. Ferienfahrten schieden für sie völlig aus, was die Möglichkeit intensiver Begegnungen von Jugendlichen aus unterschiedlichen Sozialmilieus zusätzlich erschwerte:

„Die Schüler hatten ihre eigenen Interessen, völlig andere als junge Arbeiter und Lehrlinge, die noch auf den Achtstundentag warteten. Es war ganz natürlich, daß Schüler und Studenten unter sich blieben. Aber auf lange Sicht war der enge Klassencharakter der Jugendbewegung wahrscheinlich ihre größte Schwäche. All die schönen Parolen von der Vertiefung der Volksgemeinschaft und vom ‚Durchbruch zur Nation‘ waren unter diesen Umständen dazu verurteilt, wirkungslos zu bleiben.“

Vielfältige Abspaltungen und Neugründungen innerhalb der Wandergruppen und -vereine dienten der Konfliktregulierung und trugen zur Ausbreitung der Bewegung bei. Als 1907 Forderungen aufkamen, auch Mädchen den Eintritt in die Organisationen zu ermöglichen und Alkoholabstinenz auf Fahrten zum Grundsatz zu machen, stieß das bei den Altmitgliedern auf Widerstand. Auf Initiative Hans Breuers, eines Wandervogels noch aus der Frühzeit, formierte sich nun aber mit dem „Wandervogel Deutscher Bund für Jugendwandern“ eine weitere Organisation, die diese Neuerungen umsetzte.
Auf etwa 25 000 Mitglieder war die Wandervogelbewegung 1912 angewachsen. Ihr Schwung setzte zudem Schulreformen in Gang und regte die Gründung von Landerziehungsheimen und freien Schulgemeinden an.

### Weltanschauliche und kulturelle Orientierung
Die Jugendbewegung war nach Laqueur vor dem Ersten Weltkrieg politisch weitgehend neutral, ihren sozialen Wurzeln gemäß aber Teil der allgemeinen rechts-nationalistischen Strömung. „Wäre mangelndes Interesse für Politik vor der Geschichte ein Alibi, dann ginge der Wandervogel mit makellos weißer Weste aus dem Prozeß hervor.“ Andererseits bewahre der Mangel an politischem Denken aber nicht vor der Verstrickung in politisches Unheil. Das Interesse an den öffentlichen Angelegenheiten und eine Vorbereitung auf die Rolle des aktiven Staatsbürgers seien im Wandervogel nicht gefördert worden; an einem Wertgefüge, wie es die sozialistische Jugend und die Katholiken kannten, habe es gefehlt, „ein gefährliches Vakuum, das sich nur allzu leicht mit moralischem Relativismus und Nihilismus füllen ließ.“
Das Rollenbild der Geschlechter trug selbst bei Hans Breuer, einem wichtigen Förderer der Mitgliedschaft von Mädchen im Wandervogel, die zeittypisch markant konservativen Züge:

„… den Ausbau des Mädchenwanderns denke ich mir etwa so: Verzicht auf große Distanzmärsche, dagegen starke Bevorzugung der Landheime; die für Mädchen recht schwierige Frage des allabendlichen Quartiermachens fällt dadurch auch ganz fort. Dort in den Landheimen, da lernen die Mädchen all die Tugenden, die gerade sie im späteren Leben brauchen, sie lernen Häuslichkeit, Verträglichkeit, Wirtschaftlichkeit und haben auch auf täglichen Streifzügen, auf denen kein schwerer Rucksack ihre Bewegung hemmt, die Vorteile des Wanderns nach ihrer Art. – An Stelle rauer Gewaltmärsche wird man Spiel und Reigen und Tanz, kurz alles, was die Grazie der Bewegungen fördert, zu beleben suchen.“

Viele der nun zum Wandern zugelassenen Mädchen waren trotz solcher programmatischen Vorgaben von ihren neuen Möglichkeiten begeistert:

„Mädchen aus höheren Schulen sonntags allein in den Wäldern herumstreichen lassen, war bisher nie da gewesen; als Mädchen durfte man doch nie auffallen, das war doch oberstes Gesetz! Jede Fahrt war unvergesslich schön. Wenn es regnete, fanden wir irgendwo einen Unterschlupf, wenn wir durchnässt waren, wurden wir durch die Bewegung wieder trocken; darum gab es auch keine Erkältung. Tief in den Wäldern versteckt hatten wir unsere Lieblingsplätze, eine verlassene Burg oder ein Jägerhäuschen mit einem wackeligen schrägen Dach, von dessen First wir stundenlang auf alten Säcken ins weiche Gras rutschten. Wir setzten in großen Sprüngen durch das Unterholz und über den Waldbach, es gab stecken gebliebene Schuhe voll Schlamm und Wasser und erfindungsreiche Trockenlegungen. Stauwerke wurden gebaut und Burgverliese entdeckt. Wir haben gezeichnet, fotografiert, Kränze gewunden, gesungen und getanzt. Unvergleichlich schön steht diese Zeit in unserer Erinnerung. Was für ungewohnte Erlebnisse, Gespräche, Gefahren, aufeinander prallende Meinungen!“

Zumindest bei Teilen der eingesessenen Wandervogel-Mitglieder dürften auch homoerotische Neigungen die anhaltenden Vorbehalte gegenüber weiblichen Mitgliedern gefördert und der Forderung Nachdruck verliehen haben, in Organisationen mit Mädchenbeteiligung Wanderungen nur nach Geschlechtern getrennt durchzuführen. Ein besonders einflussreicher Verfechter dieser Ausrichtung war Hans Blüher, der im Zuge seiner Auseinandersetzung mit der Geschichte des Wandervogels die eigenen Erlebnisse und Beobachtungen zu einer Ideologie der Männerbünde fortentwickelte. Für Blüher waren die homoerotischen Elemente des Wandervogel-Lebens der wertvollste Antrieb der Bewegung, ohne die sie ihre durchschlagende Wirkung in der tabubesetzten wilhelminischen Gesellschaft nicht hätte entfalten können.

„Man hatte von der Gründung des Wandervogels an unter der Jugend selbst Freundschaftsverhältnisse bemerkt, deren erotische Nuance nicht zu verkennen war. Wie weit diese Erotik ging und ob sie sich bis zu dem physischen Rauschereignis durchsetzte, das zwischen Mann und Weib immer erwünscht ist, bleibe hier unerörtert. Die Würde und der Ernst, durch die sich die vielen beobachteten Fälle hervortaten, lassen jedenfalls darauf schließen, dass es sich hier um ein ganz ausgezeichnetes Gefühl handelte, das sich seiner Existenz nicht zu schämen braucht und das auch genügend Analogien in den besten Teilen der deutschen und der fremden Kultur hat.“

In der zeitgenössischen Öffentlichkeit herrschte eine völlig andere Sicht, die der Wandervogel auch zu spüren bekam, als er im Umfeld einer Affäre mit homosexuellem Hintergrund angegangen wurde, in deren Mittelpunkt Fürst Philipp zu Eulenburg stand, ein Freund Kaiser Wilhelms II. Die Wandervogel-Verantwortlichen waren nun Schmähreden ausgesetzt, gar als „Päderastenklub“ bezeichnet. Blüher schildert die Reaktion innerhalb der Bewegung:

„Der ganze Wandervogel teilte sich von nun an in zwei Gesinnungsgruppen; die erste behauptete, der Wandervogel hätte nicht das Geringste mit irgendeiner Erotik zum eigenen Geschlechte zu tun, die älteren Führer betätigten sich lediglich aus idealen Gesinnungen. Alle Träger gleichgeschlechtlicher Neigungen seien daher samt diesen selbst ohne Weiteres auszumerzen. Das war die überwiegende Majorität, die so urteilte. Eine ganz verschwindende Minderheit stellte ihre Gegensicht auf: die physiologische Freundschaft gehöre zur Natur der Wandervogelbewegung; gerade die idealsten Gesinnungen der Jugend gegenüber basierten auf ihr, und sie sei daher zu kultivieren. Ihre Ausrottung würde notwendig die innere Verödung des Wandervogels zur Folge haben.“

Ein weiteres Einstellungs- bzw. Abgrenzungsproblem vor dem Hintergrund gesellschaftlicher Mentalitäten ergab sich im Verhältnis zu jüdischen Wandervogel-Mitgliedern, die von 1905 an beitraten oder beitreten wollten. Der Anteil der Juden an der Gesamtbevölkerung im Deutschen Kaiserreich betrug weniger als ein Prozent; in den Oberstufen mancher Gymnasien, auf die sich die Jugendbewegung wesentlich stützte, stieg er jedoch mitunter auf 25 % und mehr an. Nachdem 1912 im Berliner Tagblatt über den Fall eines in Zittau trotz bestandener Aufnahmeprüfung als Mitglied abgewiesenen jüdischen Mädchens 1912 berichtet worden war, kam es zu einer vielstimmigen Kontroverse unter Wandervogelführern, die vor allem durch Paul Erlach und Friedrich Wilhelm Fulda angeheizt wurde. Erlach veröffentlichte eine Flugschrift Der ‚Wandervogel‘ deutsch!, in der er feststellte, kein Jude könne einer germanisch-deutschen Bewegung wie dem Wandervogel angehören. Fulda widmete eine ganze Nummer der Wandervogelführerzeitung der „Rassenfrage“. Walter Laqueur vermutet, dass Fuldas Ansichten wohl von der Mehrheit der Wandervögel akzeptiert worden wären, hätte dieser sie nicht in so radikaler Form vorgetragen. Während der österreichische Wandervogel auf seiner Bundestagung 1913 in Krems einen Arierparagraphen einführte, der Slawen, Juden und Welsche in seinen Reihen für unerwünscht erklärte, übte sich die Bundesleitung in Deutschland unter Berufung auf ihre politische Neutralität in Zurückhaltung. Auf dem Bundestag Ostern 1914 in Frankfurt (Oder) wurde beschlossen, dass die Ortsgruppen jeweils über Aufnahme oder Abweisung jüdischer Anwärter entscheiden sollten. Gegen Ortsgruppen, die Juden als Mitglieder ablehnten, etwa „weil besonders ausgeprägte Rasseeigentümlichkeiten ihr mit der Art des Wandervogels, die aus dem Tiefsten des deutschen Wesens hervorgegangen ist und in deutscher Vergangenheit wurzelt, unerträglich erscheint“, wollte man dabei nicht vorgehen. Die Wandervogelbewegung war zwar nicht in ihrer Gesamtheit antisemitisch, aber die Kontroversen innerhalb der Jugendbewegung reichten aus, sie zu polarisieren und in eine deutsch-christliche und eine deutsch-jüdische Bewegung zu spalten.
Für die Entwicklung des Gemeinschaftslebens innerhalb der jeweiligen Ortsgruppen wurde andererseits mehr getan als nur die Planung und Durchführung von Wanderungen. Üblicherweise trugen die Gruppenmitglieder als Ausdruck ihrer Zusammengehörigkeit kleine Abzeichen und Nadeln. Sie suchten sich Räume oder Schuppen, in denen sie nach der Schule auch unter der Woche ein- oder zweimal zusammenkommen konnten. Diese wurden mit den Emblemen der Bewegung geschmückt, teils auch mit Büchern und Sportgeräten ausgestattet. Das gemeinsame Singen zu Gitarrenklängen war schon bei Karl Fischer angelegt; zusätzliche Gestaltungselemente solcher Zusammenkünfte waren Lesungen aus dem Werk eines Lieblingsschriftstellers der Jugendbewegung oder vom Gruppenleiter vorgetragene Geschichten. Vielfach entwickelten sich Ansätze eines eigenen Wandervogel-Kulturlebens:

„Da gab es Laienspiele (mit Hans Sachs als beliebtestem Autor) wie auch Puppentheater. Die Mitglieder wurden ermuntert, ihre Eindrücke und Erfahrungen zu Papier zu bringen. Einige schrieben Gedichte, und von jedem, der nur die geringste Begabung dafür zeigte, erwartete man Zeichnungen und vor allem Schattenrisse; die ersten Wandervogel-Fotografen traten auf den Plan.“

Das Motiv Zurück zur Natur korrespondierte mit einem bewussten, mit Anklängen an die Romantik verbrämten Rückgriff auf Traditionen, was in (einfacher) Kleidung, Heimat- und Liederabenden, Lagerfeuer-Feiern und Tanz seinen Ausdruck fand. Die Jugendmusikbewegung war Teil der Jugendbewegung. Sie widmete sich der Förderung des Musizierens und dem Volksliedgut.
An der Entstehung des bedeutendsten Liederbuchs der Jugendbewegung, das unter dem Titel „Zupfgeigenhansl“ nach der Ersterscheinung 1909 immer wieder aufgelegt wurde und insgesamt in über einer Million Exemplare verkauft wurde, hatte Hans Breuer wesentlichen Anteil, der nach seiner Steglitzer Wandervogel-Frühzeit in die Universitätsstadt Heidelberg gegangen und dort mit Hans Lißner eine weithin bekannte „Pachanthey“ (Wandervogelgruppe) gegründet hatte. Über die Initiatoren der Liedersammlung äußerte Lißner in Werner Helwigs Erinnerungssammlung Die Blaue Blume des Wandervogels:

„Da sie auf ihren Kreuzfahrten die Hauptstraßen geflissentlich gemieden, so hatte sie ihr Weg zu Bauern, Förstern, Fischern und Handwerksleuten geführt, und von solchen Menschen waren alle Lebensalter in den verschiedensten Gauen Deutschlands ihnen nahegetreten. Jedes Lied, das sie sangen, mußte an bestimmte, wirklich erlebte Menschen und Landschaften anklingen. […] Unsere Studenten sangen und lockten die Lieder anderer hervor. Holte nicht die wackere Studentenwirtin oben im Waldhaus alle Lieder wieder aus ihrem alten Schwabenkopf und begannen nicht unten am Neckarstaden die Flößer wieder ihre Stimmen zu versuchen? So ward der Schatz erlebter Lieder immer reicher. Sommertage im Odenwald, Mondnächte am Neckar, Ofenwärme im schwäbischen und fränkischen Winkelstädtchen vermehrten ihn noch.“

### Die Außenwirkung und das Treffen 1913 auf dem Hohen Meißner

Moderne Informationstafel mit idealisierter Darstellung des Freideutschen Jugendtags 1913

Um 1910 hatten der Wandervogel und die Parallelgründungen der Jugendbewegung so starke Wirkung entfaltet, dass Institutionen wie Kirchen, Parteien, Gewerkschaften und landsmannschaftliche Vereine ihre eigene Jugend neu zu formieren versuchten, indem sie sich einerseits am äußeren Stil des Wandervogels orientierten, andererseits aber am traditionellen Autoritätsprinzip festhielten. Doch wurde diese Anpassung und Annäherung von einem Teil der jeweils Verantwortlichen innerhalb dieser Institutionen und Erwachsenenverbände sehr kritisch gesehen. Insofern viele dieser neu formierten oder neu gegründeten Jugendverbände in unmittelbarer Abhängigkeit von Erwachsenenvereinigungen blieben, kann man sie nicht als jugendbewegte Gruppen bezeichnen. Andererseits wurde aber deren Eigendynamik von den jeweiligen Autoritäten teilweise unterschätzt, so dass mitunter auch sehr eigenständige Gruppen entstanden. Dabei half zum Beispiel der katholischen wie der evangelischen Jugendbewegung, dass sich aus unterschiedlichen Motiven (z. B. Abstinenz, Verhältnis zur Natur und Kultur) bereits zahlreiche Jugendliche in neuen Gruppen um geistliche Mentoren gesammelt hatten (z. B. Quickborn-Arbeitskreis).
Innerhalb der Wandervogelbewegung kam es nach Jahren der Abspaltungen und Separatgründungen von 1910 an zu Einigungsbestrebungen auf Festen mit Teilnehmern ganz verschiedener Gruppenzugehörigkeit, 1911 zur Gründung der Dachorganisation „Verband deutscher Wandervögel“, im Januar 1913 schließlich zur Vereinigung im „Wandervogel e. V. – Bund für deutsches Jugendwandern“, dem sich allerdings einzelne etablierte Gruppen bzw. Teilgruppen nicht anschlossen.
Als dann für Oktober 1913 aus Anlass des 100. Jahrestages der Völkerschlacht bei Leipzig, die das Ende der napoleonischen Vorherrschaft in Deutschland zur Folge hatte, – aber in Absetzung von den sonstigen hurra-patriotischen Jubelveranstaltungen im Reich – zu einem großen Treffen der „Freideutschen Jugend“ auf dem Hohen Meißner geladen wurde, zeigte sich die Bewegung weiterhin uneins: Zwar reiste eine Reihe von Wandervogel-Gruppen an, doch gab es auch Vorbehalte und Beschwerden darüber, dass mittlerweile zu viele Gruppen von Lehrern geleitet würden, die im Auftrag ihrer vorgesetzten Behörden handelten. Die Sammelbezeichnung Freideutsche Jugend schloss auch die unterdessen in Studentengruppen organisierten älteren Wandervögel ein; außerdem waren auf dem Fest auch Vertreter der Abstinenzler und der Lebensreformbewegung sowie eine streng völkisch ausgerichtete Gruppe namens „Volkserzieher“ und Verfechter der Freien Schulgemeinden vertreten.
Gustav Wyneken, der 1906 die Freie Schulgemeinde Wickersdorf gegründet und dort manche Wandervogelgruppen zu Besuch empfangen hatte, die dieses Modell einer sich selbst erziehenden Lebens- und Arbeitsgemeinschaft faszinierte, war Autor des Einladungstextes für das mehrtägige Meißner-Treffen. Darin hieß es u. a.:

„Die deutsche Jugend steht an einem geschichtlichen Wendepunkt. Die Jugend, bisher aus dem öffentlichen Leben der Nation ausgeschaltet und angewiesen auf eine passive Rolle des Lernens, auf eine spielerisch-nichtige Geselligkeit und nur ein Anhängsel der älteren Generation, beginnt sich auf sich selbst zu besinnen. Sie versucht, unabhängig von den trägen Gewohnheiten der Alten und von den Geboten einer häßlichen Konvention sich selbst ihr Leben zu gestalten. Sie strebt nach einer Lebensführung, die jugendlichem Wesen entspricht, die es ihr aber zugleich auch ermöglicht, sich selbst und ihr Tun ernst zu nehmen und sich als einen besonderen Faktor in die allgemeine Kulturarbeit einzugliedern. […] Sie, die im Notfall jederzeit bereit ist, für die Rechte ihres Volkes mit dem Leben einzutreten, möchte auch in Kampf und Frieden des Werktags ihr frisches reines Blut dem Vaterlande weihen. […] So laden wir denn die Jugend ein, mit uns am 11. und 12. Oktober auf dem Hohen Meißner bei Kassel den Ersten Freideutscher Jugendtag zu feiern. Möge von ihm eine neue Zeit deutschen Jugendlebens anheben, mit neuem Glauben an die eigene Kraft, mit neuem Willen zur eigenen Tat.“

Launiger suchte der Dramatiker Herbert Eulenberg die gemeinsamen Motive und Vorhaben der am Hohen Meißner Versammelten in seinem anspornenden „Festgruß“ zu beschwören:

„Bringt Humpen und Säbel zur Rumpelkammer, 
verjagt den Suff samt Katzenjammer
und alles, was Euch verfault und verplundert! 
Auf, werdet Menschen von unserm Jahrhundert!“

Der Tag der Anreise war vom Wetter nicht begünstigt: Regen und Nebel behinderten den Aufstieg und drückten auf die Stimmung. Dennoch wurde es das erhoffte Großereignis mit etwa 9000 Teilnehmern aus 13 Jugendverbänden. Bei zwischenzeitlicher Wetterbesserung standen Koch- und Tanzaktivitäten im Mittelpunkt des Festgeschehens, wie Gustav Wyneken als Augenzeuge berichtete, dem bei der Durchführung der Veranstaltung als mitreißendem Redner eine Schlüsselrolle zufiel. Von ihm geprägt wurden die Begriffe Jugendkultur und Jugendbewegung. Die „Meißner-Formel“ dagegen war ein Kompromissprodukt, das sich aus den Beratungen der verschiedenen Verbandsvertreter vor Ort ergab. Darin hieß es:

„Die Freideutsche Jugend will aus eigener Bestimmung vor eigener Verantwortung mit innerer Wahrhaftigkeit ihr Leben gestalten. Für diese innere Freiheit tritt sie unter allen Umständen geschlossen ein.“

Am neuerlich verregneten Abreisetag fand die als abschließendes Glanzlicht vorgesehene Aufführung von Goethes Iphigenie in einem von Nässe triefenden Zelt statt. Den Gesamtertrag des Meißner-Festes bilanziert Laqueur skeptisch:

„Wenig hat am Ende jene historische Tagung auf dem Hohen Meißner ergeben – nur ein Versprechen, das nie gehalten wurde, und eine Formel, die jedem etwas anderes bedeutete und die auf jeden Fall keine spezielle Jugendformel war. Für die Jungen und Mädchen im Wandervogel mag das nicht sehr von Belang gewesen sein: Lachend hatten sie auf dem Hohen Meißner zugesehen, wie Links und Rechts sich mühten, sie für ihre Zwecke zu mobilisieren. Noch kein Jahr später brach der Erste Weltkrieg aus.“

### Einschneidende Weltkriegserfahrungen

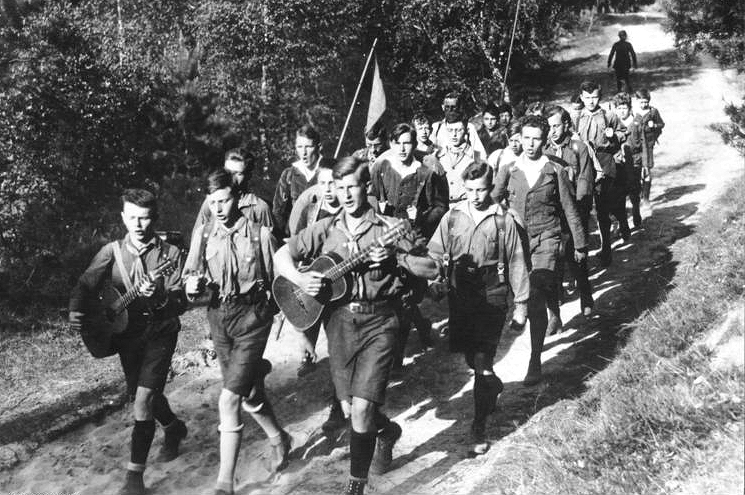
Wandervogelgruppe (um 1930)

So wenig Politisches im Selbstverständnis der frühen Wandervögel eine Rolle gespielt haben mag, unberührt davon blieben sie auch in ihren wesentlichen Interessenbereichen nicht. Das zeigte sich zum Beispiel in Hans Breuers Vorworten zu diversen Ausgaben des „Zupfgeigenhansl“. Dominierte 1909 noch die Aufforderung, an der Erweiterung der Liedersammlung mitzuwirken, so ging es 1913 bereits um die Vollendung des Deutschtums und im Kriegsjahr 1915 darum, als Wandervögel den eigenen Platz auf der Erde zu behaupten und im Fortwirken das Vermächtnis der bereits gefallenen Kameraden zu erfüllen. Hans Breuer selbst sollte das Kriegsende nicht erleben.
Die Begeisterungswelle der ersten Kriegstage im August 1914 erfasste auch die Jugendlichen mit voller Wucht. Als stimulierendes Abenteuer stellte sich der Krieg anfangs den jungen Leuten dar, die sich teils lachend und mit Blumen in den Gewehrläufen auf den Weg an die Front machten. „Ihr werdet zu Hause sein, noch ehe das Laub von den Bäumen fällt“, hatte Kaiser Wilhelm II. in Aussicht gestellt. „Zu Hunderttausenden hatten die Jugendlichen die Werbebüros gestürmt, um sich freiwillig zu den Fahnen zu melden – so wie es auch ihre Altersgenossen in Frankreich oder England taten.“
Die Ernüchterung ließ in den zermürbenden Materialschlachten und Stellungskriegen in Belgien und Frankreich nicht lange auf sich warten. In einem Studentenbrief von der Flandern-Front heißt es im Herbst 1914:

„So ganz anders haben wir uns den Krieg vorgestellt. Ich wollte den Gegner sehen, und dann wollten wir aufeinander schießen oder mit dem Bajonett aufeinander losstürmen. Aber hier gleich zu Anfang, ohne überhaupt einen lebendigen Feind gesehen zu haben sich zusammenschießen zu lassen …“

Von offizieller Seite dagegen wurde recht erfolgreich eine dem tatsächlichen Kriegsgeschehen zum Teil völlig entgegengesetzte Darstellung und Deutung der Ereignisse verbreitet. Langzeitwirkung entfaltete diesbezüglich insbesondere der Sturmangriff im November 1914 auf Langemark, der mit vielen Kriegsfreiwilligen, Abiturienten und Studenten unter den Truppen bestritten wurde:

„Die britischen Verteidiger von Langemarck waren altgediente, bestens ausgebildete Gardesoldaten. Die jungen Deutschen dagegen hatten eine völlig unzureichende Kurzausbildung hinter sich. Mit ihren Waffen konnten sie kaum umgehen, als Kampfverband waren sie noch gar nicht zu gebrauchen. Aber willig ließen sie sich von ihren Führern über das deckungslose Gelände vorantreiben, hinein in das Artillerie- und Maschinengewehrfeuer eines Gegners, der gut verschanzt und kaum sichtbar in seinen Stellungen saß. Tausende fielen.“

Im Nachgang wurde dieses Fiasko zum Mythos von Langemarck, zum heroischen Opfergang der Jugend für das Vaterland stilisiert und gefeiert, auch von den Überlebenden selbst, die sich 1919 zur ersten Langemarck-Feier in der Berliner Kaiser-Wilhelm-Gedächtniskirche trafen. Dem folgten ab 1921 jährliche Gedenkveranstaltungen von Jugendverbänden und Berliner Studentenschaft, die Enthüllung eines Langemarck-Denkmals 1924 in der Rhön sowie eine „Langemarck-Spende“ der Deutschen Studentenschaft. Die Nationalsozialisten bedienten sich des Langemarck-Mythos in der Folge auf ihre Weise.
In der Zeit nach Kriegsbeginn kamen auch für die nicht im Felde dienenden Wandervögel die gewohnten Aktivitäten zum Erliegen. Nach einigen Monaten wurde der Betrieb aber in vermindertem Umfang wieder aufgenommen. Die Gruppenführung übernahmen nun öfters Mädchen, gelegentlich unterstützt von entlassenen Soldaten, die als Verwundete oder Kampfunfähige dem Heer nicht mehr dienen konnten.
Für die Feldwandervögel entstand in einzelnen Heereseinheiten ein Organisationsnetz; mitunter kursierten eigene Schriften und Rundschreiben. Ein Kriegsteilnehmer beschrieb die mit der Zeit sich wandelnde Stimmungslage an der Front:

„Als der Krieg kein Ende nehmen wollte, verlor er für den einzelnen das Überzeugende. Überhaupt wurde die innere und äußere Verlorenheit zum Kennzeichen seiner letzten Jahre. Immer mehr gute Kameraden fielen neben einem. Immer einsamer kam sich der Wandervogelsoldat vor. Sehnsüchtig sah man sich nach Freunden von der alten Zunft um. […] Es wurden regelrechte Soldatenortsgruppen gebildet. Hinter der Front entstanden sogar Soldatenwandervogel-Nester. Da konnte man sich, wenn einige Stunden oder Tage zu erübrigen waren, endlich einmal unter seinesgleichen bewegen und aussprechen. Die hier geäußerten Hoffnungen galten natürlich dem künftigen Wandervogel, der nach Kriegsende mit einer endgültigen Einigung hervortreten sollte.“

## Zeit der Bündischen Jugend (1919–1933)
Nicht nur die Weltkriegstoten – etwa jeder Vierte von ca. 15000 Kriegsteilnehmern der Jugendbewegung kam im Krieg um –, auch die Kriegsheimkehrer trugen zu einer grundlegend veränderten Lage bei: Nur etwa die Hälfte von ihnen schloss sich der Jugendbewegung überhaupt wieder an. Davon waren die meisten durch ihre Kriegserfahrungen nachhaltig beeinflusst, eine Minderheit im Sinne des Pazifismus, viele andere dagegen – in Erinnerung an Fronterlebnisse und an die überstandenen „Stahlgewitter“ – eher militaristisch. Zugleich wurden, insbesondere bei Wandervögeln und Pfadfindern, die überlebenden Mitglieder der Kriegergeneration von den jüngeren Mitgliedern, die zu jung für eine Kriegsteilnahme gewesen waren, aufgrund ihrer Fronterfahrung als Autoritätspersonen anerkannt, wohingegen die älteren Wandervogelführer als Vertreter des alten wilhelminischen und damit für den Krieg und die Niederlage verantwortlichen Systems angesehen und zunehmend abgelehnt wurden.
Der Kriegsausgang und die Novemberrevolution 1918 stellten die Jugendbewegung auch gesellschaftspolitisch vor eine völlig neue Ausgangssituation. Die dadurch angestoßenen Ausrichtungen bewirkten bis 1923 eine schleichende Auflösung der Freideutschen Jugend, in deren Zeichen das große Treffen auf dem Hohen Meißner 1913 gestanden hatte. Bei der ersten Nachkriegszusammenkunft zu Ostern 1919 in Jena zerfielen die Teilnehmer einerseits in Anhänger des Sozialismus und eines unorthodoxen Kommunismus; ihnen standen andererseits rechtskonservative Vertreter gegenüber, die gegen den „Imperialismus“ der in Versailles tagenden Siegermächte Front machten. Oft waren die Positionen in dieser Umbruchzeit bestimmten politischen Lagern nicht eindeutig zuzuordnen:

„Daß man rechts stand und links empfand, daß man links stand und ‚völkische‘ Ideale haben konnte, trug viel zur Vermischung aller Tendenzen bei. Aus ihr zogen die Kommunisten ebenso wie die ersten Nationalbolschewisten und Nazis erheblichen Gewinn.“

Eine neue Vielfalt von Teilbewegungen und Neugründungen war charakteristisch für die nachrevolutionären frühen Jahre der Weimarer Republik, die aber im weiteren Verlauf auch die organisatorische Einbindung von Pfadfinderbünden in die Jugendbewegung brachte. Demgegenüber bildete die Arbeiterjugendbewegung stets einen eigenständigen Zweig unter den organisierten Jugendlichen.
Bestärkt wurde die Tendenz zur weiteren Auffächerung der Gruppierungen in der Zeit nach dem Ersten Weltkrieg laut Geuter durch die zunehmende Bedeutung der Mädchen in manchen Organisationen. Dagegen wurden Stimmen laut, die meinten, der Wesensunterschied der Geschlechter sei so grundsätzlicher Art, dass es zwischen Jungen und Mädchen kein kameradschaftliches Nebeneinander geben könne, oder die behaupteten: „Wo Mädchen, da ist es gemütlich. Dort fühlt man sich zufrieden, nicht revolutionär.“ Nicht zufällig sind nach Geuter solche Abgrenzungen von männlicher Seite gerade zu der Zeit besonders hervorgetreten, als in Deutschland eben das Frauenstimmrecht eingeführt worden war und immer mehr Frauen auf höhere Schulen und Universitäten gingen.

### Idee des Bundes
Als wesentliche Tendenz in der zweiten Phase der Jugendbewegung erwies sich die Abkehr von der weitgehend zweckfreien, individualisierten Romantik des Wandervogels hin zu einer allumfassenden Verpflichtung jedes einzelnen Mitglieds auf die Gruppe, der man sich diszipliniert unterwarf und mit der gemeinsam man sich dem Dienst an einer „großen Sache“ verschrieb.
Wichtigstes geistiges Vorbild dieser Entwicklung war der Kreis um den Dichter Stefan George, der in seinem 1913/14 erschienenen Gedichtzyklus „Der Stern des Bundes“ auch den künftigen Schlüsselbegriff der Jugendbewegung verwendet hatte. Bei dem George-Kreis handelte es sich um einen reinen Männerbund – Stefan George verbarg die eigene homosexuelle Orientierung nicht –, der auch in seiner Ausgrenzung alles Weiblichen auf die Bünde der Jugendbewegung in ähnlicher Weise einwirkte wie die Schriften Hans Blühers und wie die Erlebnisse und Erinnerungsbilder soldatischer Kameradschaft aus dem Ersten Weltkrieg.

„Man warf dem Alt-Wandervogel vor, er sei zum Poussierverein herabgesunken. Spaltungen, Trennungen, Zerwürfnisse ohne Zahl setzten ein. […] Die Separation von den Mädchen führte meines Erachtens zu einer Überschätzung und Mystifikation des Staates. Man wollte die Idee des ritterlichen Ordens neu beleben. Vom Ordensgefüge aus sollte das Staatsgefüge ‚erfaßt‘ werden.“

Eine Erklärung dafür, warum die Ideologie des Männerbundes in Deutschland so besonders stark ausgeprägt war, sieht Geuter darin, dass hier die Emanzipation der Frau vergleichsweise stark hinterherhinkte, „während die Anerkennung der Homosexualität propagandistisch auffallend vorangetrieben wurde.“ Nur hier habe es homosexuelle Skandale in den höchsten Regierungskreisen gegeben.
Die zum Bündischen treibende Kraft auf Pfadfinderseite waren die Neupfadfinder unter Führung des Berliner Theologen Martin Voelkel. Gerade bei ihnen wurden Ritter, Burg, Grals-Idee, Kampf und Gefolgschaft wichtige Leitbegriffe:

„Edle Leiber und todgetreue Seelen, den schmutzigsten Winkel mit Schönheit erleuchtend und gebildet genug, um jeden Platz auszufüllen; in Kameradschaft verwachsen mit dem Volk, und zugleich hinreißende Führergestalten; stolz im Schmucke des Sturmhelms, und demütig mit Helm ab zum Gebet. Hier hebt sich das neue Bild empor. […] Und aus den Tiefen der Wälder hebt ein junges Geschlecht gläubige Augen zu diesem Gestirn, denn der Kompaß in seiner Brust weist ihm den Weg zu solchem vollen und heldischen Menschentum. Das ist der weiße Ritter, der nun wieder aufbricht, die Welt zu erlösen durch sein Reich.“

Voelkel propagierte die Verzichtbarkeit von Gelübden und Programmen: „Im Herzen tragen wir das Bundeszeichen, das uns untrüglich unsere Richtung weist; und von den Lippen tönt der gläubige Schlachtruf: ‚Es lebe das neue Reich!‘“ Weniger heldisch und sendungsbewusst, stattdessen nüchtern-selbstbewusst präsentierte Ernst Buske, Altwandervogel und nachmaliger Bundesführer der Deutschen Freischar, sein Leitbild:

„Nur das, was die Menschen in eigentümlicher Weise geistig miteinander verbindet, d. h. die im Erkennen und Wissen, in der Weltanschauung, im religiösen, im künstlerischen und im moralischen Fühlen und Denken sich abspielenden geistigen Wechselwirkungen, kurz die gesamten Kulturbeziehungen machen das Wesen der Volksgemeinschaft aus. Volk heißt somit Kulturgemeinschaft, und Rasse, Raum, Sprache, Staat sind lediglich als Bedingungen des kulturellen Vergemeinschaftungsprozesses von Bedeutung. […] Als notwendige Ergänzung dieser völkisch-kulturellen Bindung muß die Menschheitsidee erscheinen. Denn die Nation ist uns nicht das Maß aller Dinge. Über alle nationalen Schranken hinweg gilt das Sittengesetz, gelten die Moralgebote in gleicher Weise für alle Menschen als sittliche Wesen. Daraus folgt, daß von sich aus kein Volk dem anderen übergeordnet ist, daß die Idee des Rechts über und zwischen den Völkern gelten soll. […] So ist uns das Volk nur ein besonderer Ausdruck der Menschheit.“

### Ein breites Spektrum von Neuanfängen

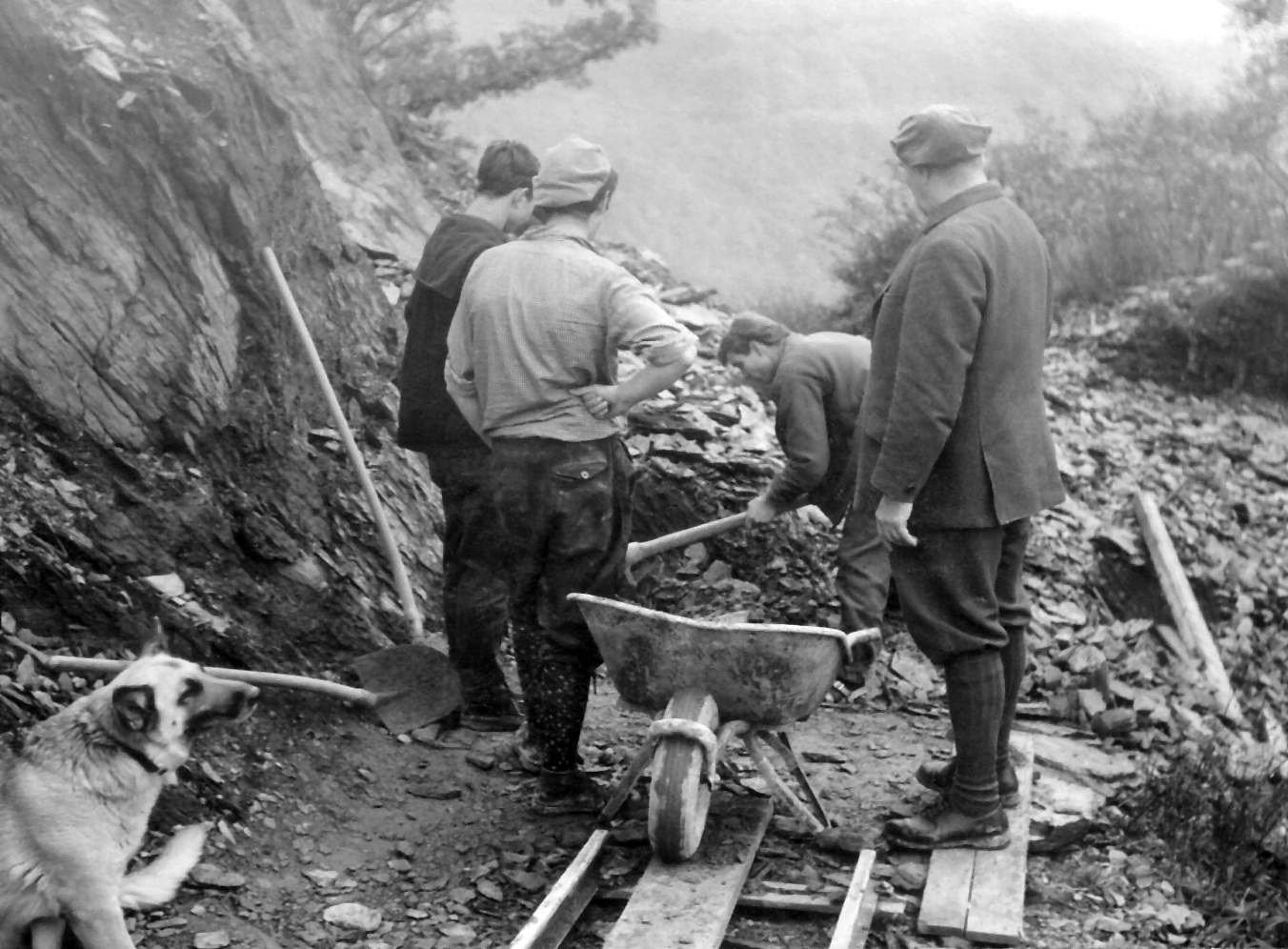
Bauhütte des Nerother Wandervogels auf Burg Waldeck (1966)

Die nachlassende Bindekraft der Freideutschen Jugend führte zu Neugründungen verschiedener Art. Als Abspaltung vom Alt-Wandervogel wurde von Robert Oelbermann und seinem Zwillingsbruder Karl zum Jahreswechsel 1919/20 in einer Basalthöhle bei Neroth in der Eifel der „Geheimbund der Nerommen“ mit anfänglich acht Mitgliedern gegründet. Ihnen schien die frühere Wandervogel-Kultur durch wilde Wandergruppen aus Großstädten verdorben: „Mit Gitarren, Mandolinen und grölenden Liedern strolchten die wilden Haufen mit ihren Mädchen durch die Wälder. Der Name Wandervogel war unter das Fußvolk geraten und wurde erbarmungslos von den so genannten ‚wilden Horden‘ zertreten.“
Dem wurde nun ein reiner Jungen- und Männerbund entgegengesetzt, der später unter dem Namen Nerother Wandervogel, Deutscher Ritterbund bekannt wurde und auf die Jugendbewegung so stilbildend einwirkte, dass noch 1933 maßgebliche NS-Führer wie Göring und Goebbels meinten, mit der Überwindung des Nerother Wandervogels ein wesentliches Element der Jugendbewegung aushebeln zu können. Ihren Sitz errichteten die Nerommen auf der für die eigenen Zwecke hergerichteten Ruine von Burg Waldeck im Baybachtal im Hunsrück. Finanziert wurden die Instandsetzungsmaßnahmen und die Unterhaltskosten für die Burg zum Teil mit Diavorträgen, die die Ordensmitglieder als Erlebnisberichte von ihren Großfahrten gestalteten. Von diesen Fahrten berichtet Werner Helwig, seinerzeit unter dem Namen „Hussa“ Waldecker Burgpoet:

„Da Singen eine unserer stehenden Eigenschaften war, und nicht einmal unsere schlechteste, machten wir die Tugend zur Not, das heißt, wir verdienten uns Geld mit dem, was uns am Herzen lag. In den Radiostudios vieler Städte und Länder bewegten wir uns bald als gewohnte Gäste, und die Konzertsäle widerhallten vom Applaus, wenn wir die Schlußkurve von ‚Berge, Ströme, Wälder‘ mit bewußter Akribie zum Stoppen gebracht hatten. So kamen wir nach Indien, so kamen wir nach Amerika. Wir verachteten den Fußmarsch nicht und die menschenlose Landschaft, aber wir verachteten auch die Autostraße nicht und die modernen Verkehrsmittel. In der Wüste oder zur See, trampend oder mit bezahltem Fahrschein: uns blieb nichts fremd. Wir kennen die Kontinente, wir kennen die Inseln, wir kennen die Himmel über allen Gebieten.“

Eine andere markante Erscheinung in der Frühzeit der Bündischen Jugendbewegung, die im Gegensatz zum noch heute existierenden Nerother Wandervogel jedoch nur eine kurze, wenn auch höchst intensive Wirkung entfaltete, war die „Neue Schar“ unter Führung von Friedrich Muck-Lamberty. Direkt vom großen Wiedersehenstreffen der aus dem Krieg heimgekehrten Wandervögel zu Pfingsten 1920 in Kronach machte sich der Drechsler Muck-Lamberty mit ca. 30 Anhängern beiderlei Geschlechts auf einen Zug durch Thüringen, der über Coburg, Jena und Weimar nach Eisenach führte. Die Mitglieder der Gruppe teilten ihren gesamten Besitz, ernährten sich vegetarisch und mieden Alkohol. Auf Marktplätzen und in Kirchen predigte Lamberty innere Einkehr und das Erwachen zum Leben und erzeugte mit seiner Schar eine von Singen, Tanzen und Schwingen erfüllte Atmosphäre, die magnetische Wirkung entfaltete.

„Zu den angekündigten Tänzen kamen Neugierige, Kritische, zumeist aber jugendliche Begeisterte. Das sichere Auftreten der Schar zog immer mehr Menschen in den Kreis. Jeder wurde mit ‚Du‘ angeredet. Diese Tänze hatten eine unglaubliche Wirkung. Auch die zunächst Widerstrebenden wurden mit in den Strudel gerissen, es war, als sei die Zeit der Flagellanten und der kultischen Tänze wiedergekehrt. Alles, ob katholische Waisenkinder, ob evangelische Jungfrauenvereine, ob Erwachsene, ob Halbstarke, ob Proletarier oder Adlige – alles wurde von der Tanzwut ergriffen, sogar leibhaftige Prinzessinnen sollen mitgemacht haben. Und zog die Schar weiter, wurde sie von vielen Begeisterten noch kilometerweit begleitet.“

Der Triumphzug erstreckte sich bis in den Herbst 1920 und hätte im Frühjahr 1921 fortgesetzt werden sollen. Für die kalte Jahreszeit zog sich die Neue Schar auf die Leuchtenburg zurück, wo eine Drechslerei eingerichtet wurde. Als aber nach draußen drang, dass Muck-Lamberty mehrere weibliche Mitglieder seiner Gruppe geschwängert hatte, war der Ruf der neuen Schar in der Öffentlichkeit ruiniert. Sie musste die Leuchtenburg verlassen, blieb aber beieinander und gründete unter Mucks Führung in Naumburg eine einträgliche neue Drechslerwerkstatt.

### Von herrenlosen Burgen zu Jugendherbergen

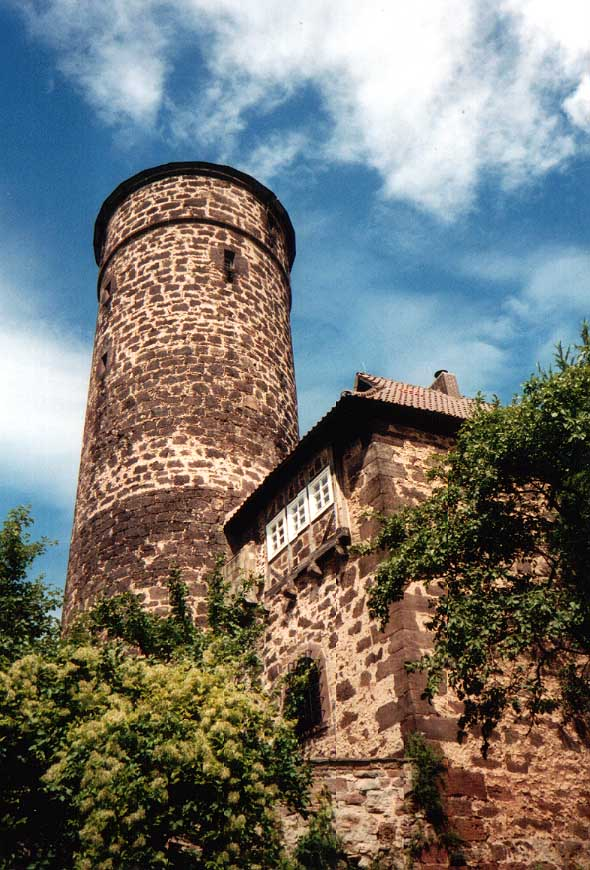
Burg Ludwigstein, Gedenkstätte für die im Ersten Weltkrieg gefallenen Wandervögel. Heute Jugendherberge und Archiv der deutschen Jugendbewegung

Wie Burg Waldeck für den Nerother Wandervogel zum wichtigsten überdauernden Gemeinschaftsanliegen wurde und die Leuchtenburg zum auserwählten Winterquartier der Neuen Schar, so gab es auch andernorts zahlreiche ähnliche Aktivitäten, die darauf zielten, den Jugendlichen in Landheimen, speziellen Unterkünften oder eben auf ungenutzten Ritterburgen (Jugendburg) einen Ort für ihre Zusammenkünfte und Übernachtungsquartiere für ihre Fahrten zu verschaffen. Wesentlich daran beteiligt war das Jugendherbergswerk, dem es nach Helwig gelang, „eine stattliche Reihe von hochtönenden Burgnamen“ dem Vergessen zu entreißen. „Vielleicht lebte in den Bündischen mit ihren Ordensgliederungen, ihren Kreuzritter- und Burgenträumen etwas wieder auf vom Geist des 12. Jahrhunderts, nämlich, ins Romantische transportiert, das Bestreben, Vorposten zu bilden im gesellschaftlichen Ödland der Gegenwart, um es im Sinne ihrer Weltsicht schließlich zu erobern und zu durchsetzen…“
Von besonderer Bedeutung auf lange Sicht wurde für die gesamte Jugendbewegung Burg Ludwigstein. Bereits vor dem Freideutschen Jugendtag auf dem Hohen Meißner 1913 waren die in der Nähe beiderseits der Werra gelegenen Burgen Hanstein und Ludwigstein beliebte Wandervogel-Ziele. 1908 bereits war der Wandervogel Enno Narten auf einer geologischen Exkursion zum Hanstein von seinem Hochschullehrer auf Burg Ludwigstein als ein speziell für ihn interessantes Objekt hingewiesen worden. Von dem Gedanken einer Nutzung für den Wandervogel ließ Narten in den Folgejahren nicht mehr ab. Mit Kameraden beschloss er an der Kriegsfront 1914, die Burg später zum Gedenkort für die gefallenen Wandervögel auszubauen. Nach Kriegsende machte Narten sich an die Umsetzung des Plans und verhandelte mit der zuständigen Kasseler Regierung, die aber den Nachweis hinreichender Mittel für Erwerb und Instandsetzung der Burg verlangte:

„Mir wurde schwarz vor Augen – Geldmittel? Ich war Stipendien empfangender Student, verlobt mit einer Lehramtskandidatin mit neunzig Mark Monatsgehalt. Aber mir kam eine Erleuchtung: Ich verfasste einen ‚Aufruf zum Erwerb des Ludwigstein‘, richtete mit Hilfe des ‚Vermögens‘ meiner Braut ein Postscheckkonto ein, ließ den Aufruf drucken, und wir beide schrieben tage- und nächtelang Briefumschläge zum Verschicken des Aufrufs.“

Der Spendenaufruf war sehr erfolgreich, sodass der Kauf getätigt werden konnte und der Unterstützerverein nach Nartens Angaben bald auf über 1000 Mitglieder anwuchs. Wer die Burg besuchte, musste zunächst mindestens zwei Stunden Aufbaudienst leisten. Das später auf der Burg eingerichtete Archiv der Jugendbewegung verfiel schließlich wie die Burg selbst der nationalsozialistischen Beschlagnahme. Nach dem Zweiten Weltkrieg, bis 1990 unmittelbar an der innerdeutschen Grenze gelegen, wurde Burg Ludwigstein Jugendherberge und Jugendbildungsstätte. Heute befindet sich dort auch wieder – als Bestandteil des hessischen Staatsarchivs – das zentrale Archiv der deutschen Jugendbewegung.

### Mit Pfadfindern im Bunde: die Deutsche Freischar
Waren die verschiedenen Organisationszweige der Jugendbewegung bis zum Ende des Ersten Weltkriegs noch verhältnismäßig gut zu überblicken, so gilt das für das gute Dutzend größerer und die zahllosen kleineren Bünde in den 1920er und frühen 1930er Jahren nicht mehr. Sie alle hatten eigene Zeitschriften oder Informationsbriefe, eigene Lager und Fahnen sowie besondere Kleidungsmerkmale. „Selbst Experten war es schwierig, etwa zwischen dem Deutschwandervogel und dem Wandervogel deutscher Bund oder zwischen der Ringgemeinschaft und der Reichsschaft der Pfadfinder zu unterscheiden.“
Als größter und meistbeachteter dieser Bünde entstand im Zusammenschluss vor allem von Altwandervögeln und Neupfadfindern 1926 der „Bund der Wandervögel und Pfadfinder“, die nachmalige Deutsche Freischar mit zehn- bis zwölftausend Mitgliedern, davon 15 % Mädchen.
Robert Baden-Powell, der im Zweiten Burenkrieg auf britischer Seite „Knabenspäher“ eingesetzt hatte und daraus ein Ausbildungskonzept für jugendliche Boy Scouts entwickelt hatte, war der Begründer der Pfadfinderbewegung. Mit seiner Schrift Scouting for Boys schuf er 1908 die Basis für eine weltweite Verbreitung seiner Ideen. Gegenüber der Wandervogelbewegung dominierte hier zunächst eine militärische Prägung, die sich in Aktivitäten, Übungen und Geländespielen sowie in einer differenzierten Rangstufenüber- und -unterordnung zeigte. Der Erste Weltkrieg führte Feldwandervögel und Pfadfindersoldaten an der Front zusammen, was die nachfolgende organisatorische Annäherung begünstigte.
1920 spalteten sich die Neupfadfinder vom Deutschen Pfadfinderbund ab, 1922 die Ringpfadfinder. Auch die deutsche Pfadfinderbewegung nahm fortan eine bündische Vielgestaltigkeit an. Im Gegensatz zu den beiden genannten Abspaltungen wahrte der Deutsche Pfadfinderbund die Eigenständigkeit gegenüber der Deutschen Freischar, zu der man die Unterhaltung „eines Freundschafts- und Vertrauensverhältnisses“ für ausreichend ansah.
Zur unumstrittenen Führungsautorität der Freischar wurde der allseits geschätzte Altwandervogel Ernst Buske. Trotz seiner Einarmigkeit strahlte er Selbstbewusstsein, Ruhe und Humor in seinem Wirken aus. Unter seiner Ägide präsentierte sich die Deutsche Freischar als einer der wenigen vergleichsweise liberal und prodemokratisch eingestellten Bünde der 20er Jahre, der sich darum von anderer Seite dem Vorwurf „nationaler Würdelosigkeit“ ausgesetzt sah. Für Toleranz und Offenheit stand beispielsweise das von Freischar-Mitgliedern in Schlesien gegründete „Boberhaus“, das als „Volksschulheim“ schwerpunktmäßig Kurse zu sozialen und kulturellen Anforderungen des Grenzlandes anbot und um politische, konfessionelle und berufsständische Neutralität bemüht war. Zur Programmatik gehörte auch die Förderung von Begegnungen und des Zusammenfindens verschiedener Generationen.

### Ein Zweig für sich: die Arbeiterjugend
Die größten, mitgliederstärksten Bünde der Weimarer Republik waren nach Laqueur nicht die der Jugendbewegung, sondern großteils rechtsgerichtete paramilitärische Organisationen mit soldatischer Ausrichtung. Daneben und als deren Gegenspieler existierte außerdem die organisierte Arbeiterjugend. Ihre von polizeilichem Misstrauen begleiteten Anfänge – weder Frauen noch Schüler oder Lehrlinge durften seinerzeit politischen Vereinigungen angehören – gingen mit den frühen Wandervogeljahren parallel.
Auslösendes Ereignis war 1904 der Fall eines im Berliner Grunewald erhängt aufgefundenen Schlosserlehrlings, der gemäß damals noch gültiger preußischer Gewerbeordnung der „väterlichen Erziehungsgewalt“ seines Meisters unterstand und Merkmale fortgesetzter körperlicher Misshandlung aufwies. Gegen solche Lehrlingsschinderei wurde 1904 der „Verein Lehrlinge und jugendliche Arbeiter Berlins“ zur Wahrung der „wirtschaftlichen, rechtlichen und geistigen Interessen“ der arbeitenden Jugend gegründet. Außerhalb Preußens herrschte zum Teil ein liberaleres politisches Klima, sodass der 1906 als Dachorganisation gegründete „Verband junger Arbeiter Deutschlands“ das Ziel propagieren konnte, die Jugendlichen in die Gedankenwelt des Sozialismus einzuführen und sie für den „Befreiungskampf der Arbeiter“ vorzubereiten.

„Wenn sich die jungen Arbeiter (und Arbeiterinnen) zu Gruppen zusammenschlossen, hatte das nicht den introvertierten Charakter der Wandervogelgruppen. Nicht nach innen gerichtete Wärme und Hochstimmung war das Ziel – dem Proletarier ging es um die Wirkung nach außen. Die Gruppe trat solidarisch auf, sie erreichte durch ihre Geschlossenheit mehr, als der Einzelne jemals für sich allein erstreiten konnte.“

Auch zu den Jugendbünden der Weimarer Zeit, die je gemeinsame Leitbilder verfolgten, blieb dieser Unterschied im Wesentlichen bestehen: Für die 1922 gegründete Sozialistische Arbeiterjugend Deutschlands dominierten weiterhin die sie unmittelbar interessierenden praktischen Fragen von Freizeitregelungen, Urlaub und Reformen der Berufsbildung. Zwar wurden in Auseinandersetzung mit dem sozialdemokratischen Parteiapparat von jungen Sozialisten auch Impulse der bündischen Jugendbewegung aufgenommen; dagegen betrieben die etablierten Parteigenossen aber eine erfolgreiche Blockadepolitik. Gar keinen eigenen Spielraum besaßen seit 1921 die Mitglieder des Kommunistischen Jugendverbandes Deutschlands, die auf dem damaligen zweiten Weltkongress der Jugend-Internationale in Moskau den kommunistischen Parteien direkt unterstellt wurden.

### Tusks Aufbruch und Abschied – dem Ende der Bünde entgegen

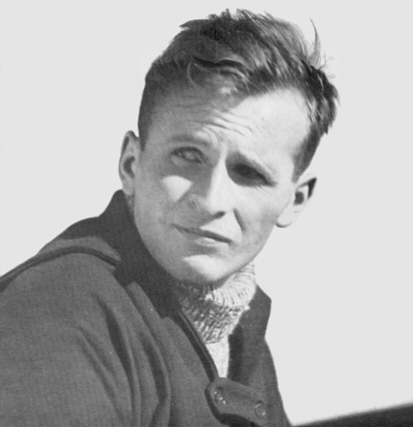
Tusk (Eberhard Koebel) in der von ihm entworfenen Jungenschaftsjacke (um 1930)

Seit ihren Anfängen und auch in der bündischen Zeit war die Jugendbewegung in ihren zahlreichen Verzweigungen wesentlich geprägt von den Führungspersönlichkeiten, die die jeweiligen Gruppierungen gründeten und ihre Ausrichtung bestimmten oder als Nachfolger anderer an deren Spitze gelangten. Der frühe Tod Ernst Buskes, der 1930 mit 35 Jahren an einer Infektion plötzlich verstarb, wurde darum von Tausenden Mitgliedern der Deutschen Freischar als einschneidender Verlust empfunden. Er traf nach Helwig gerade jenen bedeutenden Teil der bündischen Jugendbewegung, der sich unter Buske als Widerlager „gegen ideologische und massengesellschaftliche Infiltration“ stabil gezeigt hatte.
Ein kritischer Bewunderer Buskes, der innerhalb der Deutschen Freischar mit seiner schwäbischen Gruppierung bereits zu Buskes Zeiten Aufsehen erregt hatte, war der Stuttgarter Eberhard Koebel, der unter seinem skandinavischen Leihnamen „tusk“ (Deutscher) firmierte. Tusk trat mit dem Anspruch auf, der Jugendbewegung neuen Schwung zu verleihen, und entwickelte auf verschiedenen Feldern beachtliche Kreativität, die über seinen eigenen Wirkungsbereich hinaus ausstrahlte. Ein von ihm ausgehender Impuls war beispielsweise der Entwurf der Jungenschaftsjacke. Sein „Fahrtbericht 29“ von der Lapplandfahrt mit seiner Stuttgarter Jungengruppe, der 1930 im Voggenreiter Verlag erschien, wies ihn als vorzüglichen Kenner von Brauchtum und Sprache der Lappen aus. Werner Helwig zollte tusks Leistungen und Rolle in jener Phase der Jugendbewegung großen Respekt.

„Das Schönste, was du der Jugendbewegung schenktest, war die neuartige Unabhängigkeit von Haus und Bleibe. Du hattest in Lappland das Prinzip des heizbaren Zeltes kennengelernt und übertrugst es nun mit deutscher Gründlichkeit auf den Zuschnitt der Zeltbahnen. Mit dem von dir erfundenen Gehäuse, auf lappisch Kohte genannt, ist jede noch so menschenverlassene Landschaft erschließbar, jede Hochgebirgseinsamkeit erlebbar. Schneegrenze gilt nicht mehr. Man kann sogar auf Eis übernachten, wenn nur genügend Holz aufzutreiben ist, um das Lagerfeuer im Zentrum der Kohte nicht ausgehen zu lassen.“

Neuerer war tusk aber zum Beispiel auch bei der Verwendung der Kleinschreibung an besonders markanter Stelle. So sorgte er dafür nicht nur bei seinem eigenen Wahlnamen, sondern auch bei denen seiner Gruppengefährten. Am 1. November 1929 gründete er als einen verschworenen Sonderverband die „dj.1.11“ (dj für Deutsche Jungenschaft, dazu das Gründungsdatum). Die Gestaltung bündischer Zeitschriften nahm unter dem Einfluss tusks, der ein begabter Zeichner war und sich für das Layout der Zeitschrift „Lagerfeuer“ an der Bauhaus-Schule orientierte, modernere Formen an. Gegenüber Buske beanspruchte tusk die Schriftleitung der Freischar-Führerzeitschrift, die der ihm aber ebenso versagte wie die erhoffte Leitung aller südlichen Gaue der Deutschen Freischar.
Nach Buskes Tod setzte tusk gegenüber der neuen Bundesführung seinen Kampf um mehr eigenen Einfluss so energisch fort, dass er schließlich ausgeschlossen wurde und mit seiner Jungenschaft die Freischar verließ. Die dj.1.11 blieb aber auch danach ein tonangebender Teil der bündischen Jugend, wie aus HJ-internen Äußerungen noch nach der NS-Machtübernahme 1933 hervorgeht, wonach „die Bünde alle direkt oder indirekt von Eberhard Koebel, dem Führer der ‚D.J.1.11’ beeinflusst“ seien.
Tusk selbst gab die Leitung seines Bundes jedoch 1932 ab, als er demonstrativ am 20. April („Führers“ Geburtstag) der Kommunistischen Partei beitrat und den politischen Kampf nunmehr zu seinem Hauptanliegen erklärte. Nach der NS-Machtergreifung verfolgten tusk und Helwig vorübergehend beide das Ziel, ganze jugendbündische Gruppen in die Hitlerjugend zu überführen, um bei passender Gelegenheit zum Gegenstoß im Sinne der eigenen Vorstellungen auszuholen. Das kommentiert Laqueur skeptisch:

„Tusks Haltung im Jahre 1933 war widersprüchlich, selbst wenn man alle Zweifelsfälle zu seinen Gunsten auslegt. Er schrieb weiterhin für die Jugendzeitschrift, die er gegründet hatte, den ‚Eisbrecher‘, und er gab ein neues kulturpolitisches Organ heraus, ‚Die Kiefer‘, die sich stark mit fernöstlicher Kultur und Religion beschäftigte, insbesondere mit dem Zenbuddhismus. Alles in allem eine sehr sonderbare Fortsetzung seiner kurz zuvor verkündeten Konversion zur marxistisch-leninistischen Weltanschauung.“

Nach seiner Verhaftung durch die Gestapo im Januar 1934 unternahm tusk zwei Selbstmordversuche und wurde erst entlassen, nachdem er eine Verpflichtung unterschrieben hatte, sich künftig weder politisch noch in der Jugendarbeit zu betätigen. Mit seiner Frau emigrierte er im Juni 1934 über Schweden nach England.

## Aufgehen in der Hitlerjugend und Schattendasein im Untergrund (1933–1945)

### Die eigenständigen Bünde als Bestandteil des NS-Feindbilds
Für die politische Haltung der bündischen Jugendbewegung zum Machtstreben der Nationalsozialisten in der Endphase der Weimarer Republik zeichnete Werner Kindt 1932 ein vielschichtiges zeitgenössisches Bild aus der Perspektive des in der Jugendbewegung Verwurzelten. Nach der Reichstagswahl 1930, die der NSDAP einen enormen Stimmenzuwachs und 107 Abgeordnetensitze eingetragen hatte, kam es unter den Mitgliedern der Bünde zu einem auffälligen Politisierungsschub, „und im Jahre 1931 konnte ohne Übertreibung behauptet werden, daß die Jungmannschaft fast der gesamten bündischen und evangelischen Jugend aller Richtungen zu großen Teilen entweder der NSDAP und ihren Jugend- und Kampfgruppen angehörte oder doch mindestens auch ohne direkte Erwerbung des Parteibuches ‚sehr nahe stand‘.“
Innerhalb der Bünde führte dies jedoch zu Konflikten, sodass die jeweiligen Bundesführungen Parteimitgliedern mit Ausschlussverfahren drohten und die örtlichen Verantwortlichen auf diese Linie einschworen. In den Blättern der bündischen und evangelischen Jugend wurde nun ein deutlicher Abgrenzungskurs gegenüber parteipolitischen Kampf- und Werbemethoden speziell der NSDAP verfolgt. In einem Sonderheft des Deutschen Pfadfinderbundes wurde 1932 Stellung bezogen gegen die Forderung der Hitlerjugend auf Eingliederung:

„Bei der Arbeit mit den heranwachsenden Jugendlichen scheint uns nichts verkehrter als eine einseitige, womöglich parteibetonte Beeinflussung – >Erziehung< – der Jugend. Im Gegenteil, wir glauben, dass man gerade in dem Alter viel mehr an den Gegensätzen lernt (ich glaube, jeder von uns wollte mal in den Roten Frontkämpferbund!), und nur, wenn man das Ganze sieht, kann man sich für eine Seite entscheiden. Nicht das, was man gelehrt bekommt, ist maßgebend für die Haltung des bündischen Menschen, sondern nur die aus eigener Erfahrung, aus eigenem Denken stammende Überzeugung.“

Als Gegenbeispiel diente Kindt eine Führerin des evangelischen Neulandbunds, die in der Bundeszeitschrift „Neuland“ eine Hymne auf die nationalsozialistische Bewegung anstimmte:

„Wie haben wir Frauen immer dagestanden und um uns geschaut, ob sich denn die Männer diese Schlammflut von Ehrlosigkeit, Niedrigkeit, Gier, Selbstsucht und Klassenhaß gefallen ließen. […] Und dann haben wir es mit Erschaudern gefühlt, daß das Gotteswunder geschah, und daß wirklich ein Retter aufstand, der es vermochte, die Seele des Volkes zu wecken. Da haben wir uns jubelnd dem großen ‚Deutschland erwache‘ angeschlossen und haben gewusst: hier schreitet Gott durch die Weltgeschichte, hier erweckt er selbst sich das Werkzeug!“

Das Bild der Jugendbünde, die mit den in Extremismus und Straßenkämpfe ausartenden parteipolitischen Gegensätzen konfrontiert waren, wird in Kindts Darstellung abgerundet durch etwa ein Dutzend kleinerer bündischer Gruppen mit nationalbolschewistischer Tendenz, bei denen teilweise organisatorische Verbindungen zur KPD bestanden. Auch sie hatten je ihre eigene Zeitschrift, worin Beiträge wie der folgende zu finden waren:

„Aus der Tatsache, daß die NSDAP immer mehr Schutztruppe des deutschen Besitzbürgertums geworden ist, und der Westorientierung ihrer Außenpolitik aber ergibt sich die Unmöglichkeit für die nationalsozialistische Partei, die nationale und soziale Befreiung der deutschen Nation wirklich durchzuführen. […] Sie kann nur durchgeführt werden in Anlehnung an die einzige Weltmacht, die außerhalb des Versailler Systems steht, nämlich die Sowjet-Union.“

Von den über 100 Bünden mit rund 100.000 Mitgliedern in der Endphase der Weimarer Republik stellten die Artamanen mit ihrer deutlichen Hinwendung zum Nationalsozialismus eher die Ausnahme dar. Allen gegenüber aber galt, was im Mai 1933 im HJ-Führerblatt stand:

„Wir haben an den Gräbern unserer ermordeten Kameraden gelobt, dass wir mit dem brutalsten Einsatz die Reinheit des Nationalsozialismus gewährleisten wollen! Wir proklamieren rücksichtslosen Kampf gegen die Bünde. […]. Das Menschenmaterial der Bünde soll damit nicht getroffen werden. Aber das Sondertum der Bünde. Der gespreizte Dünkel ihrer Führerklüngel. Die ekelerregende Frechheit, über Hintertreppen zur Einflussnahme in der Jugendgestaltung kommen zu wollen. Seid […] überzeugt: die Bünde werden ausgerottet! Sie haben keine Daseinsberechtigung! Allein die Hitlerjugend ist ‚die neue Idee in der neuen Gestalt‘.“

Als unbelehrbar sentimental und einer Mondscheinromantik verfallen, völlig ungeeignet für anstehende Kämpfe, wurden die Jugendbünde in den Kreisen der Hitlerjugend verächtlich gemacht. Der nachmalige „Reichsjugendführer“ Baldur von Schirach hatte bereits 1931 geäußert, dass in der Jugendbewegung „feige und egoistische Menschen“ erzogen würden, die „Hirngespinste“ jagten. Zu den Aufgaben der Hitlerjugend gehörte es in jener Zeit, durch Paraden in den Straßen der Großstädte Eindruck zu machen und in bewaffneten Straßenkämpfen Gegner zu attackieren. Während bei den Bündischen die Mehrzahl der Mitglieder die höhere Schule besuchte, waren es unter den HJ-Angehörigen nur 12 Prozent. Unmut gegenüber einer gönnerhaften Arroganz der Gebildeteren, die sich angeblich die Finger nicht schmutzig machen wollten, wurde in der HJ ständig geschürt.

### Auflösung und Zwangseingliederung in die HJ

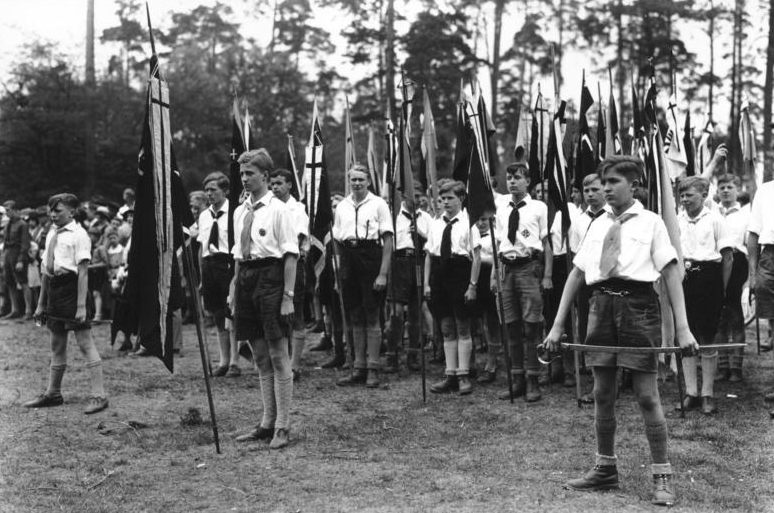
Lager des Großdeutschen Bunds im Grunewald bei Berlin (1933)

Unter dem Eindruck der auch bereits mit Terrormaßnahmen gegen politisch-weltanschauliche Gegner verbundenen ersten Schritte der nationalsozialistischen Machtergreifung wurde im März 1933 durch Zusammenschluss der Deutschen Freischar mit verschiedenen anderen Bünden der mehr als 70.000 Mitglieder umfassende „Großdeutsche Bund“ gegründet. Zum Bundesführer auf Lebenszeit machte man den 70-jährigen Admiral Adolf von Trotha, einen Freund des Reichspräsidenten Paul von Hindenburg, bei dem man Unterstützung für die Selbstbehauptung gegenüber der Hitlerjugend (HJ) suchte.
Alle unterschiedlichen Ansätze und Bemühungen seitens der Jugendbünde, die eigene Fortexistenz nach der NS-Machtübernahme zu sichern, waren zum Scheitern verurteilt. Mit einer doppelgleisigen Strategie gelang es den neuen Machthabern im Zuge der von ihnen inszenierten „nationalen Erhebung“, den Bünden einerseits mit Schikanen, Prügeleien und Beschlagnahmung ihrer Materialien zuzusetzen und andererseits durch gezielte Abwerbung und Eingliederung bündischer Führer große Teile der Jugendbewegung in die eigenen Reihen zu überführen.
So war auch dem Großdeutschen Jungenbund unter der Führung des Admirals von Trotha nur mehr eine kurze, unwürdige Existenz beschieden. Am 15. April 1933 bekannte sich dessen Führung (das „Bundeskapitel“) zu Adolf Hitler und „zu seinem Kampf für den Aufbau Deutschlands“ und bekundete den Willen, „die bündischen Kräfte der deutschen Jugend der nationalsozialistischen Bewegung einzuordnen.“ Entsprechende Zeichen wurden umgehend gesetzt: „Noch ehe der Mai vergangen war, marschierte der Großdeutsche Jungenbund bereits unter der Hakenkreuzfahne zu seinem Gautreffen im Berliner Grunewald.“ Die unverhohlene Anbiederung war vergebens und verfehlte das Ziel, einen eigenen bündischen Gestaltungsspielraum zu bewahren. Mit seiner Ernennung zum „Reichsjugendführer des deutschen Volkes“ am 17. Juni 1933 erließ von Schirach das Verbot des Großdeutschen Jungenbundes samt allen ihm angeschlossenen Bünden. Von Trotha protestierte erfolglos beim Reichspräsidenten Hindenburg und befahl daraufhin am 28. Juni allen Jungen und Mädchen des Bundes, in die Hitlerjugend einzutreten. Die meisten gehorchten.
Andere Teile der bündischen Jugendbewegung kamen dem Verbot der „Reichsjugendführung“ durch Selbstauflösung zuvor. Als Folge davon gingen die Mitglieder dann ihre je eigenen Wege, oder man suchte das Gemeinschaftsleben in der Illegalität aufrechtzuerhalten. Mitunter traten ganze Gruppen geschlossen in die HJ ein, und in einer Übergangsphase wurde dies auch von örtlichen HJ-Gauleitern begünstigt. Doch auch die zunächst von der HJ noch teils umworbenen bündischen Führer, deren Organisationsfähigkeiten bei Lagern und Fahrten nützlich waren, hatten ausgedient, als ab 1935 genügend HJ-Führernachwuchs zur Verfügung stand.
Laqueur lastet der Jugendbewegung im Ganzen eher Unterlassungssünden als aktives Handeln bei der Entstehung des NS-Regimes an:

„Ihr politischer Einfluß war allzu gering, als dass er auf den Lauf der Geschichte entscheidend hätte einwirken können. Aber sie tat weniger, als sie hätte tun können, um ein Ethos der persönlichen politischen Verantwortung zu schaffen. Während einige ihrer Führer geistige Schrittmacher des Nationalsozialismus waren und eine kleine Schar ihm aktiv Widerstand leistete, unternahm die Mehrheit in dieser wie in jener Hinsicht wenig.“

### Reste von Selbstbehauptung und Widerstand
Konfessionelle Bünde konnten sich teils noch bis 1937/38 halten. Obwohl der Eingliederungsvorgang in die Hitlerjugend sich ansonsten oft mit Euphorie und großer Zustimmung vollzog, tauchen immer wieder Legenden von verbreiteten Widerständen gegen diese Entwicklung auf. Lediglich einige wenige Gruppen insbesondere der Jungenschaftsbewegung und des Nerother Wandervogels bestanden sogar in der Illegalität fort, von denen wiederum einige sich zu Widerstandsgruppen entwickelten, wie beispielsweise die Gruppe um Michael Jovy.
Zwar war bereits im Juni 1933 der Beschluss zur Selbstauflösung des Nerother Wandervogels gefallen; trotzdem kam es 1934 zu einem letzten Treffen verschiedener Untergruppierungen aus Darmstadt, Köln und Hamburg auf Burg Waldeck, wo Robert Oelbermann ohne Rücksicht auf das NS-Spitzelwesen scharfe Angriffe gegen die „braunen Affenhorden“ richtete, die er mit baldiger Verhaftung und frühem Tod bezahlen musste. Werner Helwig dagegen, der Waldecker Burgpoet, ließ sich in Frankfurt von der HJ zum Kulturberater ernennen, veranstaltete in dieser Funktion Kulturabende und war außerdem an der Organisation von Gruppentreffen getarnter Nerother-Verbände aus Wiesbaden und Koblenz auf Burg Liebenstein beteiligt.
Die Gestapo richtete unterdessen eine spezielle Unterabteilung zur gezielten Überwachung ehemaliger Jugendbewegter ein, konnte aber nicht verhindern, dass bis kurz vor Ausbruch des Zweiten Weltkriegs illegale bündische Fahrten weiterhin stattfanden: „Auf allen Straßen Europas konnte man kleine Grüppchen der Bündischen finden, von Lappland bis Sizilien, obwohl es keine Devisen gab und strenge Grenzkontrollen bestanden und was der Hindernisse mehr waren.“
Zu Beginn des Zweiten Weltkriegs entstanden neue Gruppen mit bündischem Anspruch, insbesondere im Rheinland, die aber meist keine Verbindung zur Jugendbewegung der Weimarer Zeit mehr hatten. Bekannteste Vertreter dieser Gruppen sind die Edelweißpiraten, die wiederum in sehr unterschiedlichen Formationen auftraten. Manche entwickelten mit Wanderungen und Gesängen ähnliche Aktivitäten wie die vormalige Jugendbewegung, andere gingen aus Straßenbanden hervor, schwänzten die Schule, prügelten sich mit Hitlerjungen. Ähnliche Gruppen existierten aber unter unterschiedlichen Namen in vielen Großstädten des Deutschen Reiches. Auch diese Gruppen wurden unter dem Vorwurf der „bündischen Umtriebe“ von der Gestapo verfolgt.
Die Kleidung von Edelweißpiraten bestand oft aus karierten Hemden, Lederhosen und weißen Socken. Als Erkennungszeichen steckten sich manche ein Edelweiß an. Widerstand gegen das NS-Regime artikulierten sie häufiger in Flugblättern, vereinzelt in Sabotageakten. Diese Gruppen bestanden vorwiegend aus Arbeiterjugendlichen und hatten einen relativ hohen Mädchenanteil.
Kontakte zur Jugendbewegung gab es auch in der bekanntesten Widerstandsgruppe junger Leute gegen den NS-Staat im Zweiten Weltkrieg, in der Weißen Rose. Sowohl Willi Graf als auch Hans Scholl waren bereits 1937/38 einmal wegen „bündischer Umtriebe“ verhaftet worden, bevor sie später mit den Flugblättern der Weißen Rose zu Widerstandskämpfern wurden.

## 1945 bis heute
Umstritten ist, ob und inwiefern die Jugendbewegung und die bündische Jugend heute noch fortleben. Während Angehörige der Vorkriegsjugendbewegung und Historiker bis in die 1990er Jahre einen Schlusspunkt der Jugendbewegung in der Eingliederung der freien Bünde in die Hitlerjugend in den Jahren 1933/34 sahen – oder spätestens mit dem Ende des Zweiten Weltkriegs –, betrachten sich die meisten Angehörigen der heutigen Gruppen als zeitgemäße Fortsetzung der historischen Jugendbewegung und bezeichnen sich als „bündisch“ und/oder „jugendbewegt“. Der Nerother Wandervogel Werner Helwig gab in dem bilanzierenden Kapitel „Der Weg woher und der Weg wohin“ unter anderem folgende Standortbestimmung für die Zeit nach dem Zweiten Weltkrieg:

„Himmel und Hölle auf der Landstraße gehören allein noch dem Auto an. Wege und Pfade, die in die Einsamkeit führen, dem Moped. In fast jeder europäischen und nun allmählich auch schon außereuropäischen ‚Natur‘ besteht Campingzwang. Zeltleben in den Wäldern verboten. Lagerfeuer in den Sümpfen: verboten. Burgen: siehe Restaurants. […] Die Zeiten, da man von einem Heidebahnhof aus stundenlang durch Einsamkeit tippeln konnte, kommen nicht wieder. Alles ist allen gemeinsam. Wer mehr will, muß sich wie die Körperkulturbünde, hinter Palisaden zurückziehen. Dort wären dann die Blauen Blumen und Blümchen tatsächlich im Treibhaus.
Nehmen wir aber an, daß die Blaue Blume vielleicht auch Selbstbegegnung bedeuten will, dann ist sie im dichtesten Gewimmel der Großstadt ebenso sicher auffindbar wie in den Korkeichenwäldern von Korsika. Die Blaue Blume wäre damit der Frage ‚frei‘ oder ‚organisiert‘ entzogen. Somit wäre sie keine Treibhausangelegenheit, sondern Privatsache.“

Neuere Forschungsansätze gehen von einem Fortbestehen der Jugendbewegung als eines subkulturellen Milieus aus.

### Die Ära der Teilung Deutschlands und Europas
Vom 10. bis zum 14. Oktober 1963 trafen sich 37 Bünde mit über 3000 Teilnehmern auf dem Hohen Meißner, um das 50. Jubiläum des Ersten Freideutschen Jugendtages von 1913 zu feiern. Infolge des Meißnertages kam es 1966 zur Gründung des Ringes junger Bünde (RjB).
Auch das 75-jährige Jubiläum der Meißnerformel wurde auf dem Hohen Meißner gefeiert; vom 12. bis zum 16. Oktober 1988 kamen bis zu 5000 Teilnehmer aus 70 Bünden zu einem gemeinsamen Lager zusammen.
Westdeutschland
Nach 1945 kam es in Westdeutschland zu zahlreichen Neugründungen, die durch die Jugendbewegung beeinflusst waren. Darunter waren Jugendgruppen (in Klammern die zugehörigen Erwachsenenverbände) wie
- Christliche Arbeiterjugend (Katholische Arbeitnehmer-Bewegung)
- Kolpingjugend
- Katholische Landjugendbewegung (Katholische Landvolkbewegung)
- Christlicher Verein Junger Männer (CVJM – der deutsche Zweig der internationalen YMCA)
- Gewerkschaftsjugend
- verschiedene Pfadfinderbünde
- Nerother Wandervogel
- Quickborn-Arbeitskreis
- fkk-jugend (gegründet 1953)
- Zugvogel – deutscher Fahrtenbund (gegründet 1953)
- Deutsche Waldjugend (Schutzgemeinschaft Deutscher Wald, gegründet 1957)
- verschiedene Jungenschaftsbünde

Einen Sonderfall bilden politische Jugendorganisationen, wie die SJD – Die Falken (der SPD nahestehend).
Ostdeutschland
In der DDR wurde die Freie Deutsche Jugend (FDJ) unter dem Einfluss der Staatspartei SED die einzige legale Jugendorganisation. Jugendbewegung konnte sich hier erneut nur in Ansätzen innerhalb der FDJ oder im gesellschaftlichen Grenzbereich bzw. im antikommunistischen Untergrund bilden.

### Tendenzen der Gegenwart
Im Zuge des Einigungsprozesses fand auch in den neuen Bundesländern eine Wiederbelebung von Pfadfinderbewegung und bündischer Tradition statt. Meist handelte es sich auch dabei um die Ausweitung westdeutscher Organisationen und eine Übertragung ihrer Strukturen auf die neuen Bundesländer. So gibt es auch heute noch zahlreiche, zumeist kleine Wandervogel- und Jungenschaftsbünde. Die deutsche Pfadfinderbewegung (und teilweise die österreichische) ist noch immer von Einflüssen der bündischen Jugend geprägt, was sie von den Pfadfinderverbänden anderer Länder deutlich unterscheidet.
Allerdings gibt es auch im deutschsprachigen Raum große Unterschiede zwischen den verschiedenen heutigen Pfadfinderbünden und -gruppen. Die unterdessen meist akzeptierte Vielfalt der gegenwärtigen Lebensstile lässt aber bündische Formen und ein Pfadfinder-Outfit oft nicht mehr sonderlich auffällig erscheinen. Dies nimmt heutigen Jugendbewegten nach Malzacher/Daenschel zwar den Druck, sich ständig positionieren und rechtfertigen zu müssen, schwächt aber auch die Möglichkeit zu polarisierendem Anderssein, einem wichtigen Antrieb der früheren Bünde. In ihrer historischen Bilanz betonen diese aus der zeitgenössischen Pfadfinderbewegung stammenden Autoren, die Bedeutung des Wandervogels und der nachfolgenden Bünde habe nie in ihrer gesamtgesellschaftlichen Wirkung gelegen, sondern in dem, was beim Einzelnen ausgelöst wurde:

„Ihr Einsatz für das Selbstbestimmungsrecht der Jugend, das Vermitteln von Gruppen- und Gemeinschaftserfahrungen, von Naturerlebnissen, von Harmonie und Ästhetik sind die wesentlichen Errungenschaften der Jugendbewegung – weit mehr noch als ihre ‚messbaren‘ Verdienste um Volkslied, Reformpädagogik und Jugendherbergswesen.“

In einer Mittlerrolle zwischen der historischen und der gegenwärtigen Jugendbewegung sieht sich in ihren Leitsätzen aus dem Jahr 2006 die Stiftung Jugendburg Ludwigstein, die als dauerhaftes Gemeinschaftswerk der deutschen Jugendbewegung gilt und zu deren Einrichtungen das Archiv der deutschen Jugendbewegung gehört. Wichtige Beiträge zur Erforschung des Phänomens Jugendbewegung wurden bereits in den späten 1950er Jahren geleistet, als aus Kreisen früherer Mitglieder der Jugendbewegung das „Gemeinschaftswerk Dokumentation der Jugendbewegung“ geschaffen und zudem die „Wissenschaftliche Kommission für die Geschichte der Jugendbewegung“ gegründet wurde. In dem aus diesen Dokumentations- und Forschungsansätzen hervorgegangenen Band „Grundschriften der deutschen Jugendbewegung“ umriss Theodor Wilhelm deren pädagogischen Ertrag:

„Erstens hat die deutsche Jugendbewegung in einer letzten Aufgipfelung die seit der Aufklärung herangedämmerte Erkenntnis dargelegt, daß die junge Generation eines Schonraums bedarf, um zur vollen Entfaltung der Humanität auszureifen. Eine Schonzeit ist wünschenswert, nicht um der Jugend das Leben leicht zu machen, sondern um die geistige und sittliche Produktivität des jugendlichen Lebensalters in die Erwachsenheit zu integrieren. Diese anthropologische Wahrheit ist zwischen 1910 und 1930 durch die Jugendbewegung augenfällig geworden.“

In dieser Erkenntnis treffe sich die Jugendbewegung zwar mit der Reformpädagogik, doch beziehe die Jugendbewegung darüber hinaus den außerschulischen Lebensbereich in die Jugendschonung mit ein. In politischer Hinsicht war die Jugendbewegung nach Theodor Wilhelm von dem tragischen Irrglauben bestimmt, dass es genüge, „dem Kontinuum der Geschichte allein mit Vitalität und Innerlichkeit zu Leibe zu rücken. […] Die Vernachlässigung der rationalen Verarbeitung der Zeit ist ihr eigentliches Schicksalsthema.“